# Lázaro Betancourt
Pour les articles homonymes, voir Betancourt.
Lázaro Betancourt (né le 18 mars 1963) est un athlète cubain, spécialiste du triple saut. 

## Biographie
Médaillé d'argent à trois reprises lors des Jeux d'Amérique centrale et des Caraïbes, il remporte en 1983 le titre des Championnats ibéro-américains. Il termine 4e des Jeux de l'Amitié de 1984 à Moscou. En 1985, Lázaro Betancourt s'adjuge la médaille d'argent des premiers Jeux mondiaux en salle, à Paris-Bercy, devancé par le Bulgare Khristo Markov.
Son record personnel en plein air, établi en 1986, est de 17,78 m.

### Palmarès
| Date | Compétition                              | Lieu                       | Résultat | Marque  |
| ---- | ---------------------------------------- | -------------------------- | -------- | ------- |
| 1982 | Jeux d'Amérique centrale et des Caraïbes | La Havane                  | 2e       |         |
| 1983 | Jeux panaméricains                       | Caracas                    | 2e       |         |
| 1983 | Championnats ibéro-américains            | Barcelone                  | 1re      |         |
| 1985 | Jeux mondiaux en salle                   | Paris                      | 2e       | 17,15 m |
| 1986 | Jeux d'Amérique centrale et des Caraïbes | Santiago de los Caballeros | 2e       |         |
| 1990 | Jeux d'Amérique centrale et des Caraïbes | Mexico                     | 2e       |         |

### Records
| Épreuve     | Épreuve      | Performance | Lieu      | Date           |
| ----------- | ------------ | ----------- | --------- | -------------- |
| Triple saut | En plein air | 17,78 m     | La Havane | 15 juin 1986   |
| Triple saut | En salle     | 17,30 m     | Turin     | 3 février 1985 |